# Chenzhuang (köping i Kina, Shandong, lat 37,68, long 118,48)
Chenzhuang (kinesiska: 陈庄镇, 陈庄) är en köping i Kina. Den ligger i provinsen Shandong, i den östra delen av landet, omkring 170 kilometer nordost om provinshuvudstaden Jinan.
Genomsnittlig årsnederbörd är 653 millimeter. Den regnigaste månaden är juli, med i genomsnitt 240 mm nederbörd, och den torraste är januari, med 7 mm nederbörd.